# Calophlebia karschi
Calophlebia karschi е вид водно конче от семейство Libellulidae.

## Разпространение
Видът е разпространен в Мадагаскар.